# Emilie Kjerner
Emilie Constance Kjerner, född 26 mars 1845 i Långserud Värmland, död 26 december 1939 i Stockholm, var en svensk konstnär.
Hon var dotter till jägmästaren Knut Magnell och Kajsa Persson, och från 1869 gift med överläkaren Karl Kjerner samt mor till Esther Kjerner och Hildur Kjerner.
Kjerner studerade sång samt konst vid Konstakademin. Hon gav 1908 ut sagoboken Lill-Eriks friarefärd som illustrerades av Eva Bagge. Kjerner är begravd på Solna kyrkogård.